# 千葉県立松戸特別支援学校
千葉県立松戸特別支援学校（ちばけんりつ まつどとくべつしえんがっこう）は、千葉県松戸市栗ヶ沢にある公立特別支援学校。肢体不自由者を教育対象とする。

## 沿革
- 1969年4月1日 - 開校
- 2007年4月1日 - 学校名を「千葉県立松戸養護学校」から「千葉県立松戸特別支援学校」に変更

## 学部
- 小学部
- 中学部
- 高等部

## 通学区域
- 松戸市
- 柏市
- 流山市
- 我孫子市
- 鎌ケ谷市
- 野田市
- 印西市
- 白井市